# Dennis Weiland
Dennis Weiland (Hannover, 1974. augusztus 30. –) német labdarúgó-középpályás. Bátyja, Niclas Weiland is labdarúgó.